# 吳中立 (1950年)
吳中立（1950年2月25日—），台湾省花蓮縣人，中华民国政治人物，曾任行政院新聞局國內新聞處處長、行政院新聞局代理局長（1996/06/01 ~ 1996/06/10）、行政院文化建設委員會副主任委員。